# كايل كوريك
كايل كوريك (بالإنجليزية: Kyle Kuric) مواليد 25 أغسطس 1989، هو لاعب كرة سلة أمريكي. بدأ مسيرته الاحترافية في سنة 2012. يلعب مع سي بي غران كناريا. يحمل الرقم 24. يبلغ طوله 6 قدم 4 بوصة (1.9 م). لعب مع سي بي إستوديانتس وسي بي غران كناريا.

## روابط خارجية
- كايل كوريك على موقع سبورتس رفرنس (الإنجليزية)
- كايل كوريك على موقع الدوري الإسباني لكرة السلة (الإسبانية)
- كايل كوريك على موقع كرة السلة الأوروبية.كوم (الإنجليزية)
- كايل كوريك على موقع كلية كرة السلة في سبورتس رفرنس.كوم (الإنجليزية)
- كايل كوريك على موقع ريلجم (الإنجليزية)
- كايل كوريك على موقع بروبوليرز (الإنجليزية)
- كايل كوريك على موقع سبورتس رفرنس (الإنجليزية)